# Henry Mena
Henry Mena es un cantautor estadounidense de origen dominicano, basado en la ciudad de Nueva York, quien por más de una década lideró la banda neoyorquina pionera de rock en español, La Ruta, con la que editó el álbum ...Adiós, Ruperto (1998) y los EP Amarillo Pollito (1998) y Bailando en la Tierra de los Zombies (2001).
Desde entonces se ha dedicado a realizar música en inglés. Su primer trabajo en ese idioma fue el EP acústico, The Avatar Sessions, editado en el 2002 y reeditado en el 2007. Además de actuaciones con su nueva banda The Henry Mena Ego Trip, Mena ha editado una serie de álbumes y EPs bajo su nombre al igual que con el seudónimo Tonight at Noon, el cual es un proyecto de música lounge/electrónica. La anticipada primera producción de larga duración de Mena como solista, Beautiful Insults and Compromises, se editó el 19 de noviembre de 2013. A esta le sigue un álbum homónimo editado el 17 de noviembre de 2015, además de una segunda entrega de Tonight at Noon. En el 2020 Mena y sus excompañeros de Vía Contraria iniciaron sesiones de composición para un próximo trabajo musical. 

## Biografía
Mena nació en Washington Heights, barrio del condado de Manhattan en la ciudad de Nueva York pero fue criado en Santiago, República Dominicana.
Originalmente baterista, cambió a bajo y cantó en varias agrupaciones de Santiago, notablemente Via Contraria y Sociedad Anónima. Al regresar a Nueva York y formalmente cambiando a la
guitarra, Mena forma La Ruta en 1992 junto al bajista/vocalista Carlos Guzmán y el baterista Luis J. Ruiz. Con la salida de Guzmán en 1999, se convirtió en el único compositor del material original de La Ruta.
Mientras su música estilísticamente es más cercana al power pop y la vena cantautor, los intereses musicales de Mena son muy amplios, como lo demuestra su colaboración con la banda de metal JLS, los especialista de jazz latino, Sonido Isleño, y la banda funk/soul The NotForNothins, entre otros.
Además, Mena servirá como productor del debut solista de su excompañero de La Ruta, Carlos Guzmán. Este álbum se encuentra actualmente en la etapa de preproducción.

## Discografía

### Solo
- The Avatar Sessions (2002/2007) 220 Records/One Seventeen
- GTREP EP (2010) One Seventeen Records
- 6 of 1 EP (2011) One Seventeen Records
- Beautiful Insults and Compromises (2013) One Seventeen Records
- Henry Mena –auto-titulado– (2015) Omnivox Recordings
- GTREP2 EP (2020) Omnivox Recordings
- GTREP3 EP (2020) Omnivox Recordings
- Chasing Stars By Daylight (2020) Omnivox Recordings
- The Covers EP (2023) Omnivox Recordings

### La Ruta
- La Ruta - Adiós, Ruperto (1998) 220 Records
- La Ruta - Bailando en la Tierra de los Zombies EP (2001) 220 Records

### Tonight at Noon
- Tonight at Noon – autotitulado (2010) One Seventeen Records
- Tonight at Noon – 2 (2017) One Seventeen/Omnivox Recordings
- Tonight at Noon – 3 (2022) Omnivox Recordings
- Tonight at Noon – 4 (2023) Omnivox Recordings

### Como invitado
- Sonido Isleño – El Asunto (1999) Tresero
- JLS – Serpiente en el Huerto (2000) Susfer